# 샌드웰

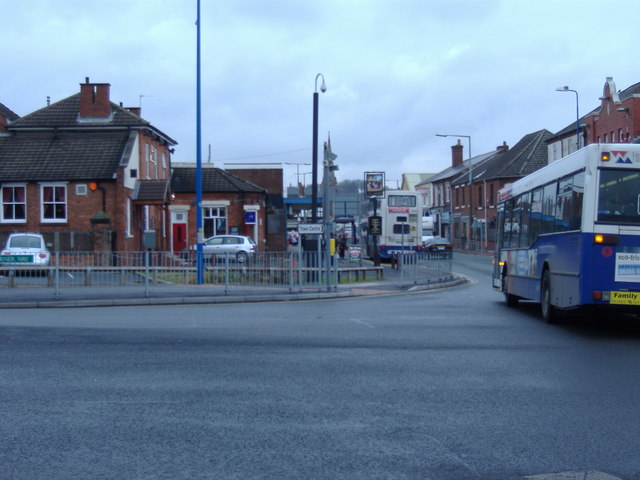
샌드웰

샌드웰(Sandwell)은 웨스트미들랜즈주의 도시로, 인구는 292,800명이다.